# Championnats d'Océanie de judo
Les Championnats d'Océanie de judo était une compétition de judo où s'affrontent les représentants des pays d'Océanie dans le cadre d’un certain nombre d’épreuves. Organisés par l'Oceania Judo Union (OJU), ce rendez-vous se déroulait tous les ans. Les épreuves féminines font leur apparition en 1975.
En 2019, les pays de l’Océanie rejoignent le championnat continental d'Asie. Après l’annulation de l'édition 2020, le championnat 2021 a lieu à Bishkek.
À partir de 2022, les fédérations intègrent le championnat panaméricain.

## Éditions
| Édition | Ville hôte                     |
| ------- | ------------------------------ |
| 1965    | Auckland, Nouvelle-Zélande     |
| 1966    | Sydney, Australie              |
| 1969    | Taitā, Nouvelle-Zélande        |
| 1970    | Nouméa, Nouvelle-Calédonie     |
| 1973    | Sydney, Australie              |
| 1975    | Christchurch, Nouvelle-Zélande |
| 1977    | Melbourne, Australie           |
| 1979    | Rotorua, Nouvelle-Zélande      |
| 1981    | Suva, Fidji                    |
| 1983    | Nouméa, Nouvelle-Calédonie     |
| 1985    | Auckland, Nouvelle-Zélande     |
| 1988    | Sydney, Australie              |
| 1990    | Papeete, Polynésie française   |
| 1992    | Wellington, Nouvelle-Zélande   |
| 1994    | Sydney, Australie              |
| 1996    | Wellington, Nouvelle-Zélande   |
| 1998    | Apia, Samoa                    |
| 2000    | Sydney, Australie              |
| 2002    | Wellington, Nouvelle-Zélande   |
| 2003    | Suva, Fidji                    |
| 2004    | Nouméa, Nouvelle-Calédonie     |
| 2006    | Papeete, Polynésie française   |
| 2008    | Christchurch, Nouvelle-Zélande |
| 2010    | Canberra, Australie            |
| 2011    | Papeete, Polynésie française   |
| 2012    | Cairns, Australie              |
| 2013    | Cairns, Australie              |
| 2014    | Auckland, Nouvelle-Zélande     |
| 2015    | Paita, Nouvelle-Calédonie      |
| 2016    | Canberra, Australie            |
| 2017    | Nukuʻalofa, Tonga              |
| 2018    | Nouméa, Nouvelle-Calédonie     |